# Idoru
Idoru (titre original : Idoru) est un roman de science-fiction écrit par William Gibson et publié en 1996. C'est le deuxième tome de la Trilogie du Pont.

## Éditions
- Idoru, G. P. Putnam's Sons, 6 septembre 1993, 292 p.  (ISBN 0-399-14130-8)
- Idoru, Flammarion, avril 1998, trad. Pierre Guglielmina, 360 p.  (ISBN 2-08-067449-8)
- Idoru, J'ai lu, coll. « Science-fiction » no 5346, 30 septembre 1999, trad. Pierre Guglielmina, 352 p.  (ISBN 2-290-05346-5)